# مرموش
مرموش (به صربی: Mrmoš) یک منطقهٔ مسکونی در صربستان است که در الکساندراواک واقع شده‌است. مرموش ۸۰۲ نفر جمعیت دارد.